# Lyu Haotian
Lyu Haotian (Tongzhou, 29 de noviembre de 1997) es un jugador de snooker chino.

## Biografía
Nació en el distrito de Tongzhou, perteneciente a Pekín, en 2001. Es jugador profesional de snooker desde 2013, justo después de alzarse con el Campeonato Mundial de Snooker Sub-21 de la ISBF. Aunque no se ha proclamado campeón de ningún torneo de ranking, sí fue subcampeón del Abierto de la India de 2019, en cuya final cayó derrotado ante Matthew Selt (5-3). Tampoco ha logrado hilar ninguna tacada máxima, y la más alta de su carrera está en 141.